# Chimica del cemento
La chimica del cemento studia le reazioni chimiche che avvengono durante l'idratazione del cemento.
Per facilitare la rappresentazione dei composti che entrano nella chimica del cemento è stata sviluppata una simbologia diversa da quella comune in chimica.
Nella tabella seguente è rappresentata la simbologia dei composti più comuni nelle reazioni del cemento:
| Abbreviazione | Composto                      | Nome                            |
| ------------- | ----------------------------- | ------------------------------- |
| A             | {\displaystyle {\ce {Al2O3}}} | Ossido di alluminio             |
| C             | {\displaystyle {\ce {CaO}}}   | Ossido di calcio (calce)        |
| C             | {\displaystyle {\ce {CO2}}}   | Anidride carbonica              |
| F             | {\displaystyle {\ce {Fe2O3}}} | Ossido di ferro (ruggine)       |
| H             | {\displaystyle {\ce {H2O}}}   | Acqua                           |
| K             | {\displaystyle {\ce {K2O}}}   | Ossido di potassio              |
| M             | {\displaystyle {\ce {MgO}}}   | Ossido di magnesio (periclasio) |
| N             | {\displaystyle {\ce {Na2O}}}  | Ossido di sodio                 |
| S             | {\displaystyle {\ce {SiO2}}}  | Silice                          |
| S             | {\displaystyle {\ce {SO3}}}   | Anidride solforica              |
| T             | {\displaystyle {\ce {TiO2}}}  | Biossido di titanio             |

Pertanto i costituenti principali del cemento Portland sono indicati rispettivamente:
| Nome comune del minerale | Nome                            | Formula semplificata |
| ------------------------ | ------------------------------- | -------------------- |
| Alite                    | Silicato tricalcico             | C3S                  |
| Belite                   | Silicato bicalcico              | C2S                  |
| Celite                   | Alluminato tricalcico           | C3A                  |
| Brownmillerite           | Ferrito alluminato tetracalcico | C4AF                 |

mentre i prodotti dell'idratazione del cemento:
| Nome comune del minerale | Nome                        | Formula semplicata |
| ------------------------ | --------------------------- | ------------------ |
|                          | Silicato di calcio idrato   | C-S-H              |
|                          | Alluminati di calcio idrato | C-A-H              |
| Portlandite              | Idrossido di calcio         | CH                 |